# Ашихман Микола Якович
Микола Якович Ашихман (нар. 28 листопада 1914, Маріуполь — 25 березня 1968, Харків) — український радянський живописець, графік. Член Спілки художників України з 1946 року.

## Біографія
Народився 15 (28) листопада 1914 року в Маріуполі. У 1931—1938 роках навчався в Харківському художному технікумі; у 1938—1941 та 1944—1946 у Харківському художньму інституті (викладачі М. Самокиш, М. Козик). Брав участь у всесоюзних і республіканських виставках.
Помер в Харкові 25 березня 1968 року.

## Творчість
Написав значну кількість пейзажів та етюдів репортажного плану, зроблених під час подорожей республіками СРСР. Твори:
- «Партизани» (1946);
- «Наші прийшли» (1946);
- «Післявоєнна весна» (1947);
- «Звістка про нагородження» (1949);
- «Осінній вечір» (1957);
- серії пейзажів:
  - «На Азовському морі» (1961);
  - «Північ» (1963);
  - «Шевченкові сусіди будуються» (1964);
  - «Весна» (1965);
  - «У Туві» (1965);
- серія етюдів:
  - «Байкал»;
  - «Тува»;
  - «Шушенське»;
  - «Ленінград»;
  - «Кремль»;
- графіка:
  - «Про нас пишуть у „Правді“» (1957);
  - «Околиці Харкова» (1958—1960, обидві — літографії);
  - «Шебелинські вишки» (1962).

Твори зберігаються у Харківському художньому музеї, Ізюмському та Чугуївському краєзнавчих музеях.